# Georg Tressler
Georg Tressler (25 de enero de 1917 – 6 de enero de 2007) fue un director y actor cinematográfico alemán de origen austriaco. 

## Biografía
Su nombre completo era Hans Georg Karl Philipp Tressler, y nació en Viena, Austria. Hijo del actor Otto Tressler, y de su mujer, Eleonore Keil von Bündten, tras finalizar los estudios secundarios en Viena y conseguir el Abitur, mediados los años 1930 fue a vivir a Berlín. Allí inició su carrera 
interpretativa. 
Durante la Segunda Guerra Mundial Tressler fue alistado en el ejército alemán, sirviendo en el frente ruso. Tras caer enfermo, fue licenciado y volvió a Viena. Tras la guerra Tressler empezó a dedicarse a la dirección, y en 1947 dirigió su primer cortometraje, Urlaub im Schnee. A partir de 1949 hizo unos 16 cortos y documentales a petición de instituciones públicas, y también para las antiguas fuerzas de ocupación estadounidenses, las llamadas películas del Plan Marshall.
Dado que en Austria no conseguía apoyo financiero para dirigir largometrajes, Tressler decidió en 1956 asentarse en Berlín. Con su primer largometraje, Die Halbstarken (1956, con música de Martin Böttcher y producción de Wenzel Lüdecke), causó un gran revuelo en el ambiente cinematográfico alemán. Su protagonista, Horst Buchholz, se dio a conocer internacionalmente, y gracias a la película, con guion de Will Tremper, obtuvo el Deutscher Filmpreis. Tressler también obtuvo un gran éxito con Endstation Liebe (1958) y Das Totenschiff (1959), ambas cintas protagonizadas por Horst Buchholz.
Tressler intentó hacerse un hueco en Hollywood, pero fracasó. Allí dirigió la producción de The Walt Disney Company The Magnificent Rebel. 
A partir de 1962 trabajó regularmente en la televisión, dirigiendo capítulos de las series Graf Yoster gibt sich die Ehre, Gestatten, mein Name ist Cox, y Tatort, además de varios telefilmes con Inge Meysel.
Su film de 1966 Der Weibsteufel se presentó en el Festival Internacional de Cine de Berlín de 1966.
Tressler estuvo casado en segundas nupcias desde 1961 a 1994 con Gudrun Krüger, a quien conoció en el rodaje de Die Halbstarken, y que en la cinta encarnaba a Gabi. Ambos coincidieron también en Endstation Liebe (1958) y Der Lift (1972). El matrimonio tuvo dos  hijos, Daniel y Melanie, esta última también actriz. 
Georg Tressler falleció en 2007 Belgern, Alemania, a causa de un ictus, tres semanas antes de cumplir los noventa años.

## Filmografía (selección)
| - 1956: Die Halbstarken - 1957: Noch minderjährig - 1957: Endstation Liebe - 1958: Ein wunderbarer Sommer - 1959: Das Totenschiff (The Death Ship) - 1960: Geständnis einer Sechzehnjährigen - 1962: Schicksals-Sinfonie (The Magnificent Rebel) - 1964: Die lustigen Weiber von Windsor - 1964: Gestatten, mein Name ist Cox (Serie, 13 episodios) - 1965-67: Gertrud Stranitzki (Serie, 13 episodios) - 1966: Der Weibsteufel - 1967: Wer klingelt schon zur Fernsehzeit? (Fernsehfilm) - 1968: Der Kommissar (serie TV): Die Tote im Dornbusch | - 1968: Reisedienst Schwalbe (Serie, 13 episodios) - 1968: Nationalkomitee „Freies Deutschland“ - 1969/70: Die Journalistin (Serie, 13 episodios) - 1972/73: Graf Yoster gibt sich die Ehre (Serie; 6 episodios, primera temporada) - 1974: Ach jodel mir noch einen / Stoßtrupp Venus bläst zum Angriff - 1975: Die Kleine mit dem süßen Po - 1976: Ein Mann für Mama (telefilm) - 1978/79: Der Millionenbauer (Serie; 7 episodios) - 1980/81: Drunter und drüber (Serie; 6 episodios) - 1989: Sukkubus - Den Teufel im Leib |

## Premios
- 1957: Filmband in Silber (mejor director novel) por Die Halbstarken
- 1957: Preis der deutschen Filmkritik por Endstation Liebe
- 1998: Orden de Oro al Mérito de la Ciudad de Viena

## Literatura
- Robert Buchschwenter und Lukas Maurer (Hg.): Halbstark. Georg Tressler: Zwischen Auftrag und Autor. Filmarchiv Austria, Wien 2003, ISBN 3-90193216-X.